# Campeonato Mundial de Patinação Artística no Gelo de 1947
O Campeonato Mundial de Patinação Artística no Gelo de 1947 foi a trigésima oitava edição do Campeonato Mundial de Patinação Artística no Gelo, um evento anual de patinação artística no gelo organizado pela União Internacional de Patinação (em inglês:  International Skating Union) onde os patinadores artísticos competem pelo título de campeão mundial. A competição foi disputada entre os dias 13 de fevereiro e 17 de fevereiro, na cidade de Estocolmo, Suécia.

## Eventos
- Individual masculino
- Individual feminino
- Duplas

## Medalhistas
| Evento                        | Ouro                                         | Prata                                          | Bronze                                        |
| Individual masculino detalhes | Hans Gerschwiler · Suíça                     | Freddie Tomlins · Estados Unidos               | Arthur Apfel · Reino Unido                    |
| Individual feminino detalhes  | Barbara Ann Scott · Canadá                   | Daphne Walker · Reino Unido                    | Gretchen Merrill · Estados Unidos             |
| Duplas detalhes               | Micheline Lannoy · Pierre Baugniet · Bélgica | Karol Kennedy · Peter Kennedy · Estados Unidos | Suzanne Diskeuve · Edmond Verbustel · Bélgica |

## Resultados

### Individual masculino
| Pos.              | Nome             | Nacionalidade   | Pontos |
| ----------------- | ---------------- | --------------- | ------ |
| Medalha de ouro   | Hans Gerschwiler | Suíça           | 7      |
| Medalha de prata  | Dick Button      | Estados Unidos  | 8      |
| Medalha de bronze | Arthur Apfel     | Reino Unido     | 16     |
| 4                 | Vladislav Cáp    | Tchecoslováquia | 20     |
| 5                 | Per Cock-Clausen | Dinamarca       | 24     |

### Individual feminino
| Pos.              | Nome                  | Nacionalidade   | Pontos |
| ----------------- | --------------------- | --------------- | ------ |
| Medalha de ouro   | Barbara Ann Scott     | Canadá          | 10     |
| Medalha de prata  | Daphne Walker         | Reino Unido     | 22     |
| Medalha de bronze | Gretchen Merrill      | Estados Unidos  | 32     |
| 4                 | Eileen Seigh          | Estados Unidos  | 50     |
| 5                 | Jeanette Altwegg      | Reino Unido     | 53     |
| 6                 | Janette Ahrens        | Estados Unidos  | 58     |
| 7                 | Alena Vrzáňová        | Tchecoslováquia | 61     |
| 8                 | Bridget Shirley Adams | Reino Unido     | 71     |
| 9                 | Britta Rahlen         | Suécia          | 72     |
| 10                | Jiřína Nekolová       | Tchecoslováquia | 80     |
| 11                | Jill Linzee           | Reino Unido     | 88     |
| 12                | Patricia Molony       | Austrália       | 109    |
| 13                | Gun Ericson           | Suécia          | 116    |
| 14                | Liv Borg              | Noruega         | 124    |
| 15                | Ingeborg Nilsson      | Noruega         | 138    |
| 16                | Leena Pietilä         | Finlândia       | 143    |
| 17                | Kristi Linna          | Finlândia       | 159    |
| 18                | Liisa Helanterä       | Finlândia       | 160    |
| 19                | Harriet Pantanenius   | Finlândia       | 164    |

### Duplas
| Pos.              | Nome                                        | Nacionalidade   | Pontos |
| ----------------- | ------------------------------------------- | --------------- | ------ |
| Medalha de ouro   | Micheline Lannoy / Pierre Baugniet          | Bélgica         | 16     |
| Medalha de prata  | Karol Kennedy / Peter Kennedy               | Estados Unidos  | 19.5   |
| Medalha de bronze | Suzanne Diskeuve / Edmond Verbustel         | Bélgica         | 25.5   |
| 4                 | Winifred Silverthorne / Dennis Silverthorne | Reino Unido     | 25.5   |
| 5                 | Britta Rahlen / Bo Mothander                | Suécia          | 38     |
| 6                 | Doris Noffke / Walter Noffke                | Estados Unidos  | 43.5   |
| 7                 | Denise Fayolle / Guy Pigier                 | França          | 48     |
| 8                 | Bela Zachova / Jaroslav Zach                | Tchecoslováquia | 52     |
| 9                 | Margot Walle / Allan Fjeldheim              | Noruega         | 58     |
| 10                | Denise Favart / Jacques Favart              | França          | 59.5   |
| 11                | Marit Henie / Erling Bjerkhoel              | Noruega         | 76.5   |

## Quadro de medalhas
| Ordem | País           | Medalha de ouro | Medalha de prata | Medalha de bronze |   | Ordem por total |
| ----- | -------------- | --------------- | ---------------- | ----------------- | - | --------------- |
| 1     | Bélgica        | 1               |                  | 1                 | 2 | 2               |
| 2     | Canadá         | 1               |                  |                   | 1 | 3               |
| 2     | Suíça          | 1               |                  |                   | 1 | 3               |
| 4     | Estados Unidos |                 | 2                | 1                 | 3 | 1               |
| 5     | Reino Unido    |                 | 1                | 1                 | 1 | 3               |
| TOTAL | TOTAL          | 3               | 3                | 3                 | 9 | —               |